# Heart/you
『Heart／you』（ハート／ユー）は、福山雅治12枚目のシングル。1998年4月30日に発売された。発売元はBMGジャパン（現・Ariola Japan）。

## 解説
本作は木曜日に発売された。
1996年から活動休止状態となっていた福山雅治が、本格的な音楽活動再開を告げたシングルであり、前作1995年10月の「Message/今 このひとときが 遠い夢のように」からおよそ2年半ぶりとなるシングル発売となった。
「Heart」、「you」は福山が常盤貴子とダブル主演したTBS系金曜ドラマ『めぐり逢い』主題歌・イメージソングに使用された。自身が出演するドラマで主題歌を担当するのは初めてであり、唯一となっている。
ドラマ劇中歌として使用された福山の楽曲を収録したサウンドトラック『more』も同時発売された。既発表曲に加え、書き下ろしの新曲も収録されている。これらの新曲は、6月24日に発売された7thアルバム『SING A SONG』に“歌モノ”として収録されている。
オリコンシングルチャートは初登場3位（発売週にGLAYの「誘惑」、「SOUL LOVE」が同時発売され、1位・2位を独占した）。「IT'S ONLY LOVE/SORRY BABY」から続いたオリコンシングル連続首位記録は3作で一旦ストップした。

## 収録曲
全作詞・作曲：福山雅治
1. Heart
（編曲：富田素弘、福山雅治）
TBS系金曜ドラマ『めぐり逢い』主題歌。
真っ白なホリゾントの中、アコースティック・ギターをかき鳴らしながら、福山は裸足の格好で歌唱している[3]。このミュージックビデオ（映像 - YouTube）は、VHS・DVD『FUKUYAMANIA』に収録されている。
2. you
（編曲：富田素弘）
TBS系金曜ドラマ『めぐり逢い』イメージソング。
音楽活動を再開するにあたり、最初に完成された楽曲。
ミュージックビデオ（映像 - YouTube）が制作されており、VHS・DVD『FUKUYAMANIA』に収録されている。
3. Like A Hurricane
（編曲：松本晃彦）
1998年9月9日より開催した全国ホールツアー『WE'RE BROS. TOUR '98 "LIKE A HURRICANE"』のツアー・タイトルになった楽曲。2011年の年末ライブ『福山☆冬の大感謝祭 其の十一』で13年振りに披露された。
4. Heart (original karaoke)
5. you (original karaoke)
6. Like A Hurricane (original karaoke)

## ミュージシャン
| Heart - Synthesizer programming:NOBUO MORIYASU - Keyboards:MOTOHIRO TOMITA - Bass:MOTOFUMI OGIWARA - Guitar:GEORGE KAMATA - Acoustic Guitar:MASAHARU FUKUYAMA - Chorus:MAI YAMANE - Strings quartet:CHIEKO KINBARA Strings group you - Synthesizer programming:NOBUO MORIYASU - Keyboards:MOTOHIRO TOMITA - Bass:MOTOFUMI OGIWARA - Guitar:HIROKAZU OGURA - Strings quartet:CHIEKO KINBARA Strings group | Like A Hurricane - Synthesizer programming:AKIRA MORISHITA - Keyboards:AKIHIKO MATSUMOTO - Bass:MOTOFUMI OGIWARA - Guitar:SUSUMU NISHIKAWA - Drums:NOBUO EGUCHI - Saxophone:TAKUO YAMAMOTO - Chorus:TSUKASA NISHI / MASAHARU FUKUYAMA |

## 収録アルバム
Heart
- SING A SONG
- MAGNUM COLLECTION 1999 "Dear"
- fukuyama masaharu acoustic live best selection "Live Fukuyamania" (Live Version)
- Fukuyama Masaharu ANOTHER WORKS remixed by Piston Nishizawa (ピストン西沢によるremix)
- THE BEST BANG!!

you
- SING A SONG
- MAGNUM COLLECTION 1999 "Dear"
- fukuyama masaharu acoustic live best selection "Live Fukuyamania" (Live Version)
- fukuyama masaharu MAGNUM COLLECTION "SLOW"
- Fukuyama Masaharu ANOTHER WORKS remixed by Piston Nishizawa (ピストン西沢によるremix)
- THE BEST BANG!!

Like A Hurricane
- SING A SONG (Album Mix)
- MAGNUM COLLECTION 1999 "Dear"
- Fukuyama Masaharu ANOTHER WORKS remixed by Piston Nishizawa (ピストン西沢によるremix)